# Knut Alfred Norling
Knut Alfred Norling, född 13 januari 1844 i Motala, död okänt år, var en svensk-amerikansk dekorationsmålare.
Han var son till målaren Johan Norling och Anna Stina Österberg och från 1872 gift med Brita Naselund. Norling utbildade sig till yrkesmålare i Motala och utvandrade 1869 till Amerika. Han var där bosatt på flera platser i Illinois bland annat i New Boston, Galva och i Rock Island. I Moline var han under en tid kompanjon med Axel Blombergson. Bland hans arbeten i Amerika märks den dekorativa utsmyckningen av svensk-lutherska kyrkan i Moline. 